# فرانسواز سوليفان
فرانسواز سوليفان (بالفرنسية: Françoise Sullivan)‏ (و. 1923  م) هي نحّاتة ومصممة رقص ورسامة وراقصة كندية، ولدت في مونتريال.

## التعليم
تعلمت في كلية الفنون الجميلة في مونتريال ‏.

## جوائز
حصلت على جوائز منها:
- Officer of the Order of Montreal ‏ (2017)[11]
- نيشان الفنون والرسائل لكيبيك من رتبة مرافق ‏ (2015)[12]
- النيشان الوطني لكيبيك من رتبة فارس (2002)[7]
- نيشان كندا من رتبة عضو.